# Acutissimin A

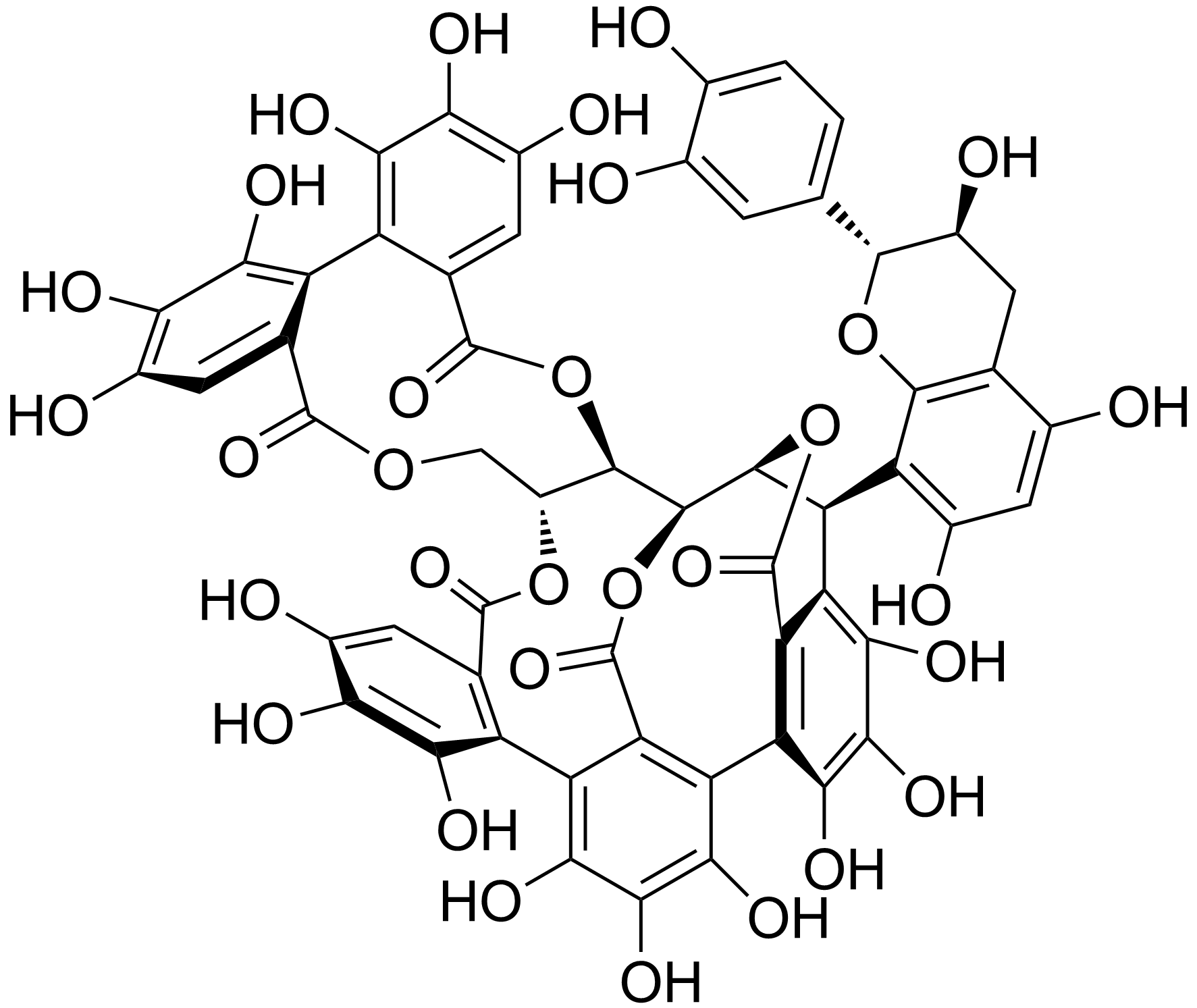
Estrutura química do Acutissimin A.

Acutissimin A (C56H38O31) um flavono-elagitanino, um tipo de tanino formado a partir da ligação de um flavonoide com um elagitanino.
Em 2003, cientistas do Instituto Europeu de Química e Biologia, em Pessac, França descobriram que quando o tanino vescalagina presente no carvalho interage com um flavonoide no vinho, cria-se o Acutissimin A. Nos estudos separados, este composto fenólico natural tem demonstrado ser 250 vezes mais eficaz que o fármaco etopósido em deter o crescimento de tumores cancerígenos.